# George Herbert (poeta)
George Herbert (Montgomery, 3 aprile 1593 – Bemerton, 1º marzo 1633) è stato un poeta e oratore inglese.
Viene commemorato come santo dalla Chiesa anglicana, che lo ricorda il 27 febbraio e da quella luterana che lo inserisce nel proprio calendario dei santi al 1º marzo.

## Biografia
Nonostante sia vissuto solo fino a 40 anni, la sua importanza, come poeta è sempre più aumentata anche se, è da notare, nessuna delle sue opere è stata pubblicata mentre era in vita. I poemi dei suoi ultimi anni, scritti quando era pastore a Bemerton vicino a Salisbury sono tra i più riusciti della letteratura del suo tempo, combinando una profonda spiritualità con una inesausta sperimentazione; il loro linguaggio rimane fresco e ispirato anche ai nostri giorni.
La famiglia di Herbert era ricca, eminente, intellettuale ed amante dell'arte, la madre, Magdalen, era patrona e amica di John Donne e altri poeti, il fratello Edward Herbert, primo barone di Cherbury, nominato cavaliere e Lord Herbert di Cherbury da re Giacomo I d'Inghilterra, fu un poeta e filosofo che cercava di riconciliare il Cristianesimo con il razionalismo ed è spesso citato come il "padre del deismo inglese".

Herbert bilanciò una iniziale carriera secolare con gli ultimi anni di contemplazione teologica e di umile lavoro parrocchiale.
Dopo aver conseguito la laurea al Trinity College di Cambridge Herbert ebbe il posto di "pubblico oratore" di Cambridge, responsabile di porgere ampollosi saluti in latino ai visitatori importanti; una posizione cui probabilmente teneva date le sue capacità poetiche. Nel 1624 divenne membro del Parlamento. Entrambe queste attività indicano un intento di intraprendere una carriera a Corte. Tuttavia, nel 1625 si verificò la morte di Giacomo I, che aveva mostrato di favorirlo e forse di volerlo nominare ambasciatore. Da qui la scelta - per certi versi pragmatica - di Herbert di scegliere quella che probabilmente era la sua iniziale inclinazione: una carriera nella Chiesa d'Inghilterra.

Nel 1626 prese gli ordini e la cura di una parrocchia rurale nel Wiltshire a circa 75 miglia a sud ovest di Londra dove si rivelò un onesto e coscienzioso pastore, attento alla cura spirituale e anche fisica dei parrocchiani.

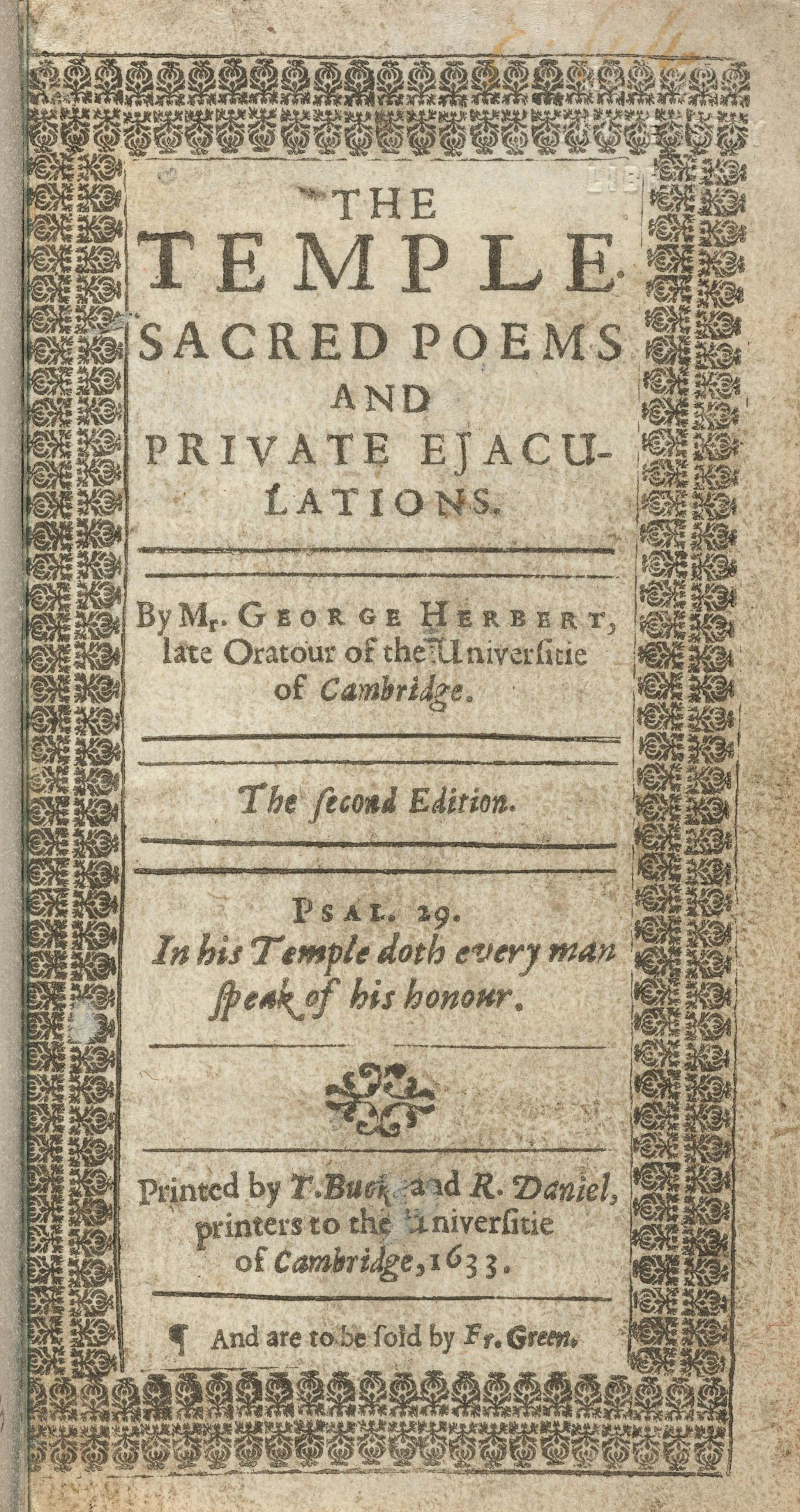
Temple, 1633

Sul letto di morte consegnò il manoscritto "The Temple" (il Tempio), la sua raccolta di poesie, a Nicholas Ferrar, il fondatore di una comunità religiosa semi-monastica a Little Gidding (un nome oggi molto più conosciuto attraverso le poesie di T.S.Eliot). Herbert chiede a Ferrar di pubblicare le poesie se le riteneva capaci di "essere di aiuto a qualche anima bisognosa" oppure di bruciarle. Prima del 1680 The Temple aveva raggiunto le tredici edizioni.
Sempre postumo nel 1652 venne pubblicato Priest to the Temple, or, The Country Parson his Character and Rule of Holy Life (Sacerdote al tempio o il parroco di campagna, suo carattere e ruolo nella vita spirituale), trattato sulla devozione, in prosa.
Il poeta Herbert è costantemente alla ricerca di ciò che Jacques Derrida ha chiamato un "significare trascendentale", il numero dei nomi di Dio, l'ultima sillaba del tempo registrato, la divina estensione del Libro della Genesi (In principio Dio disse...), sospiro che restituisce come rivelato e conoscibile tutto ciò che è stato finora detto e scritto: la vita e la parola come una sacra inscrizione.

## Un esempio
Deniall
Il secondo verso diverso dagli altri, scorrevoli e ritmati, letteralmente canta la contorsione zoppicante causata dal mancato ascolto del fedele da parte di Dio
Then was my heart broken, as was my verse
ma si trasforma, nel festoso stormo di campane quando, nell'ultimo verso giunge alfine, la Grazia:
They and my minde may chime, And mend my ryme
Herbert ha avuto una grande influenza sui poeti romantici da Coleridge a Emily Dickinson e Hopkins, fino al grande T.S.Eliot. Molto studiato dalla critica strutturalista, alla ricerca di uno storico esempio che desse corpo all'importanza della struttura nella poesia. Herbert era l'ideale per il carattere sperimentale di molte delle sue opere; fra tutte The altar (L'altare) e Easter wings (Ali di Pasqua), in cui le parole vengono ordinate a disegnare ali d'angelo orizzontali o il profilo di un altare, dove la struttura da interna si fa esterna e si inoltra nella ricerca della forma fino al limite dell'impostazione tipografica.